# Château de Ventadour (Ardèche)
Pour les articles homonymes, voir Château de Ventadour (Corrèze) et Ventadour.
Le château de Meyras appelé château de Ventadour depuis le XIXe siècle, est un ancien château fort fondé au XIe siècle, et remanié aux XVe et XVIe siècles, qui se dresse sur la commune française de Meyras dans le département de l'Ardèche, en région Auvergne-Rhône-Alpes. Endommagé au cours de la guerre de Cent Ans puis remanié, le château joua un rôle pendant les guerres de Religion, puis fut progressivement abandonné au XVIIe siècle. Vers 1700 il semble être démantelé avant de tomber en ruine et depuis 1968 une association travaille à sa restitution complète.
Le château est inscrit au titre des monuments historiques par arrêté du 4 mai 1937.

## Localisation
Le château est situé au sud-est du territoire communal de Meyras, dans le département français de l'Ardèche. Il se dresse au-dessus de la confluence entre la Fontaulière et l'Ardèche, et à proximité de la confluence avec le Lignon, permettant d'accéder à Jaujac, sur un éperon rocheux, à 373 mètres d'altitude.
Le château, entre Rhône et Massif Central, près des sources de Neyrac où, au Moyen Âge, l'on soignait la lèpre, contrôlait les routes permettant d'accéder au Puy, par le col du Pal ou celui de la Chavade.
La découverte d'une borne milliaire en 1857 au bord de la rivière à Pont de Labeaume tend à faire penser que la route passait sur la rive droite de l'Ardèche à ce niveau. Il n'en est rien, la borne a certainement été déplacée ou charriée par une crue, la route romaine est rive gauche, venant de Vals par Sétias et redescendant au niveau de Niègles. D'autres historiens pensent qu'il y avait une deuxième route en bordure de rivière.[réf. nécessaire].
La première route suivait donc la rive gauche de l'Ardèche en venant d'Aubenas, passait au pied de Nieigles, face au château, franchissait la Fontaulière de rive gauche à rive droite soit au Gua (gué), soit sur un pont de bois à Veyrières (devenu en pierre en 1740) pour filer sur Meyras, Armanier et Montpezat et le col du Pal (la D 536 n'existe pas encore).
La seconde, toujours partant d'Aubenas, suivait la rive droite de l'Ardèche jusqu'au lieu dit « La Garde », soit 2 km avant Pont de Labeaume, et bifurquait par le Coulet pour rejoindre les ponts du Réjus et du Barutel afin de remonter ensuite sur Meyras puis Thueyts et le col de la Chavade (La N 102 n'existe pas encore).
Le château a été répertorié par plusieurs historiens[Qui ?] comme "château péager". Une étude (toujours en cours) place au pied de la forteresse dès le Moyen Âge un pont dit « du Pourtalou » sur la Fontaulière, légèrement en amont du confluent Fontaulière-Ardèche. Ce pont, encore mentionné aux 16 et 17e siècles, détruit (crue ?) puis reconstruit au moins une fois en 1762, décrit par plusieurs chroniqueurs comme un pont à péage, reliait la route rive gauche des rivières au château par un chemin, dit du Pourtalou, serpentant sur la face nord de l'éperon rocheux. Des restes de calade, des marques d'occupation et de construction, des vestiges de soutènements, parsèment ce versant du site qui n'a pas encore fait l'objet de relevés. 
Ainsi, le voyageur de la rive gauche n'aurait eu d'autre solution, pour relier au plus court Meyras, que de passer à Ventadour et y acquitter ses droits de passage. Le château était ensuite relié à Meyras par deux chemins principaux, un au sud par « les Portes » et « le Meynades », et un au nord par « le Pradel » et « Sabastier » (noms modernes). Ces chemins prenaient naissance aux deux grandes portes de l'enceinte extérieure de 350 mètres délimitant une basse cour. Un chemin piétonnier plus direct, dont subsistent quelques portions visibles sur la colline, partait d'une poterne à l'ouest surmontée d'un petit poste de guet. L'exact trajet médiéval de ce petit chemin est toujours à l'étude, car il aboutit actuellement dans les faubourgs de Meyras, sur une route créée fin 19e-début 20e siècle, qui ne figure pas sur le cadastre napoléonien.

## Historique
Le château de Ventadour a été construit au XIe siècle alors que le fief de Meyras appartenait aux Solignac. Il est à noter que son nom original est "château de Meyras". On trouve la première fois le nom de "château de Ventadour" sur le titre d'un tableau de 1818, puis sur la matrice cadastrale de Meyras vers 1830. 
En 1185 Pons III de Montlaur (à Coucouron, Mayres), baron d'Aubenas, épouse Miracle de Solignac et son frère Béraud II de Solignac (mort en 1234), baron de Solignac-sur-Loire et seigneur de Meyras, leur abandonne en 1195 le fief de Meyras. Il est dit également dans d'autres sources que ce serait Béraud 1er qui aurait vendu en 1195 le fief à Montlaur pour trente marcs (il n'est pas précisé marc d'or ou d'argent). De ce mariage est né Héracle II de Montlaur. Son petit-fils, Pons VI de Montlaur, n'ayant eu aucune descendance de ses deux mariages, lègue par testament en 1272 le château de Meyras, à son neveu Guigues IV de la Roche (vers 1245-1327), fils de sa sœur, Jordane de Montlaur (vers 1245-1279), veuve de Guigues III de (la) Roche-en-Régnier (vers 1195-après 1239).
Le château est acquis par héritage par la famille de Lévis à la fin du XIVe siècle :  
- Car Philippe II de Lévis (1321-vers 1382), vicomte de Lautrec, s'est marié en 1336 avec Jamague de (la) Roche-en-Régnier, dame du château de Meyras (notre château de Ventadour), de Bellegarde et Broussan, Vauvert (Posquières) et Jonquières-Saint-Vincent, fille de Guigues V de la Roche-en-Régnier.
- Leur petit-fils Philippe III de Lévis (fils de Guigues de Lévis) s'est marié en 1372 avec Éléonore de Thoire-Villars (elle teste en 1385 et † vers 1400 ; fille d'Humbert VI et Béatrix de Chalon, sœur d'Humbert VII de Thoire-Villars, et peut-être veuve d’Édouard de Beaujeu), dame de Miribel en Forez, d'Annonay, de Buis[5] et de Bussy-en-Beaujolais (à Theizé ?).
- Leur fils Philippe IV de Lévis s'est marié en 1395 avec Antoinette d'Anduze, (vicomtesse de Rémond/de Bermond d'Anduze), dame de La Voulte, de Pierregourde, de Chomeirac et de Rochemaure.
- Leur petit-fils Louis de Lévis (fils de Bermond/Brémond de Lévis), baron de la Roche-en-Régnier (avec Jaujac, les Boutières et Meyras) et baron d'Annonay, épouse en 1472 Blanche de Ventadour, héritière du château de Ventadour, en Corrèze. Cette branche de la famille de Lévis prend alors le nom de Lévis-Ventadour (cela explique aussi que notre château de Meyras est nommé château de Ventadour à partir de 1818). Louis de Lévis meurt en 1521.
- Le château revient à leur fils, Gilbert Ier de Lévis-Ventadour. Il épouse Jacqueline du Mas de Lisle, qui a possédé le château des Éperviers, à Saint-Cirgues-en-Montagne[note 3]. Après la mort de Gilbert Ier de Lévis, en 1529, sa veuve Jacqueline du Mas de L'Isle a passé son veuvage au château de Ventadour. Le château ne sera plus habité par la suite par les propriétaires successifs.
- Leur fils, Gilbert II de Lévis, a suivi François Ier et Henri II dans les résidences royales d'Amboise et de Fontainebleau, et s'est installé au château de La Voulte qu'il a fait agrandir. Il y a accueilli une réunion des États particuliers du Vivarais, en 1532. Il meurt en 1547.
- Leur fils, Gilbert III de Lévis-Ventadour, a épousé en 1553 Catherine de Montmorency, fille du connétable Anne de Montmorency. Il est devenu duc de Ventadour en 1578, pair de France en 1589. Il meurt au château de La Voulte en 1597. Pendant les guerres de Religion il a été proche des Montmorency, catholiques modérés et adversaires des Guise. François de Langlade a été bailli du duc de Ventadour pour son château de Meyras-Ventadour[note 4], et, huguenot, il a acheté le château de Hautségur, autrefois appelé Rochegude ou Rochesure, à Meyras[note 5].
- Le fils de Gilbert III, Anne de Lévis, s'est marié en 1593 avec sa cousine germaine, Marguerite de Montmorency (1572-1660). Anne de Lévis-Ventadour est mort en 1622. Le château de Ventadour a été le douaire de Marguerite de Montmorency. Gilbert de Vincentis reçut la garde du château, qu'il dut défendre en 1622 contre un coup de main de son beau-frère, le capitaine Barbier, qui mourut dans l'attaque. Gilbert de Vincentis est décédé au château en 1623. Annet de Vincentis lui a succédé dans la garde du château mais ne l'habite plus. Le château avait été démantelé préventivement après l'édit de Nantes[6].

Après la mort de Marguerite de Montmorency, son fils Henri de Lévis vend le 1er mars 1663 à Claude-François de Saint-Vidal, seigneur de Choisinet, les terres et seigneuries de Jaujac et de Meyras pour 135 873 livres. Claude de Choisinet meurt en 1672. Son fils, Christophe de Choisinet, en hérite mais meurt sans enfants en 1728. Sa seconde épouse, Marie-Félicie de Launay, hérite du château. Elle décède en 1759 en laissant tous ses biens à son frère, Jules de Launay, auquel succède Emmanuel de Launay, comte d'Antraigues.
Les Choisinet et les Launay n'ont pas habité au château. L'abandon du château a dû commencer au XVIIIe siècle. Un inventaire fait en 1673 montre qu'il est déjà délabré à cette époque. En 1794, le château est vendu comme bien d'émigré à André Soboul, de Pont-de-Labeaume, fermier du comte d'Antraigues, et à Bernard Dusserre.
À la Révolution, il fut décrit ainsi : « Cette vieille masure de château n’a point porté depuis sa destruction, arrivée depuis plus d’un siècle, de revenu ».

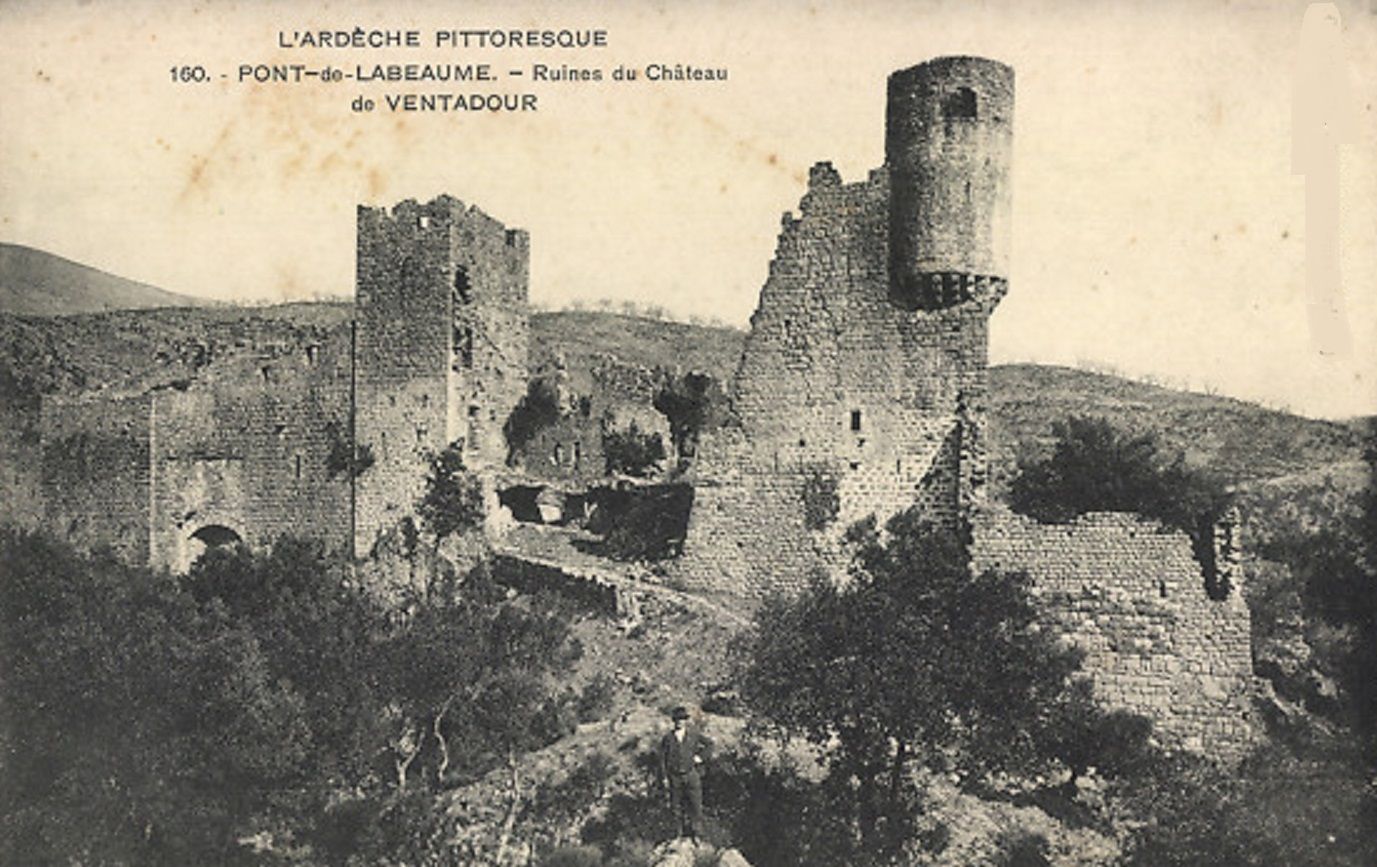
Ruines du château de Ventadour à Meyras.

En 1811, Bernard Dusserre, devenu seul propriétaire, vend le château à Louis-Hippolyte des Arcis, qui le revend en 1845 à Salomon Croizier. Le marquis Sosthène de Chanaleilles, lointain descendant des Langlade (cf. le § consacré à Gilbert III de Lévis), a racheté le château en 1860 et y a entrepris des travaux de restauration jusqu'en 1882 mais les a arrêté devant leur ampleur. Les factures de ces travaux sont en cours de dépouillement et d'analyse. Le château est passé à sa fille, Marie-Isabelle, mariée à Albéric de Marcieu. Le château est resté dans la famille de Marcieu jusqu'à sa vente par la veuve d'Amédée de Marcieu à Pierre Pottier, en 1968.
Le château de Ventadour fut largement utilisé après la Révolution française comme carrière de pierres[source insuffisante]. Un tableau de Jules Thibon intitulé Les ruines du château de Ventadour qui date de 1860 et se trouve dans une collection particulière décrit son état au XIXe siècle. Un autre tableau plus ancien le représente en arrière-plan, il s'agit d'une œuvre d'Adrien Joly de la Vaubignon destinée à Louis XVIII et exposée au musée de Guéret. Elle date de 1818, elle est peut-être exploitable pour visualiser l'édifice en 1818, bien que romancée.
Depuis 1969, le château fait l'objet d'une restauration par Pierre et Françoise Pottier[source insuffisante] et un grand nombre de bénévoles se succèdent au fil des ans. Le plan du château est basé sur le modèle des châteaux savoyards (carré savoyard), le donjon étant attaché à la muraille. On peut y voir un donjon carré, des tours, deux pigeonniers et une porte fortifiée. Le château est restauré dans le cadre de chantiers Rempart. En 1997, la direction régionale des Affaires culturelles a arrêté ses subventions en considérant qu'il ne s'agissait plus d'une restauration mais d'une reconstruction du château.

## Description
Le château avec ses créneaux et ses tours compactes comprend trois enceintes.
D’après les travaux de recherche effectués et la notice sur le château écrite par Georges Grégoire, la construction la plus ancienne est le donjon carré.
La recherche de l'évolution architecturale du château n'est toujours pas achevée : cette évolution s'étant échelonnée sur au moins cinq siècles, les constructions sont imbriquées et très certainement des modifications ont eu lieu dans « le même siècle ».
Outre l'ouvrage de Georges Grégoire, il existe un livre (hélas en diffusion très limitée, mais consultable à la BNF) qui décrit très bien le château à son apogée, au XVIIe siècle. Il s'agit de Le Château de Meyras, dit de Ventadour - Dessins, plans et interprétation des inventaires de Philippe Denis (1979). Il n'est pas parfait car de nouveaux dégagements ont été effectués depuis sa parution, mais a le mérite d'être le plus complet.
La fortification la plus intérieure était accessible par l’intermédiaire d’un pont-levis, la fortification sud avec une seule entrée et la troisième qui entourait complètement le château comportait trois portes, peut-être une quatrième au nord si le « chemin du Pourtalou » est retrouvé et son tracé avéré. La tour carrée de son angle nord-ouest est constituée de salles voûtées. La tour carrée de l’angle sud-ouest, surmontée de deux échauguettes, daterait de travaux du XIVe siècle[source insuffisante].
Un article a été écrit sur les ruines au XIXe siècle, d'après plusieurs lithographies et tableaux, dont celui de La Vaubignon. Il est consultable au musée de Guéret où se trouve le tableau.
Sur la page Facebook intitulée « chantier de jeunes du château de Ventadour », d'ancien bénévoles du chantier, historiens amateurs, publient des articles destinés à éclairer son histoire, aussi bien architecturale, que l'environnement médiéval.

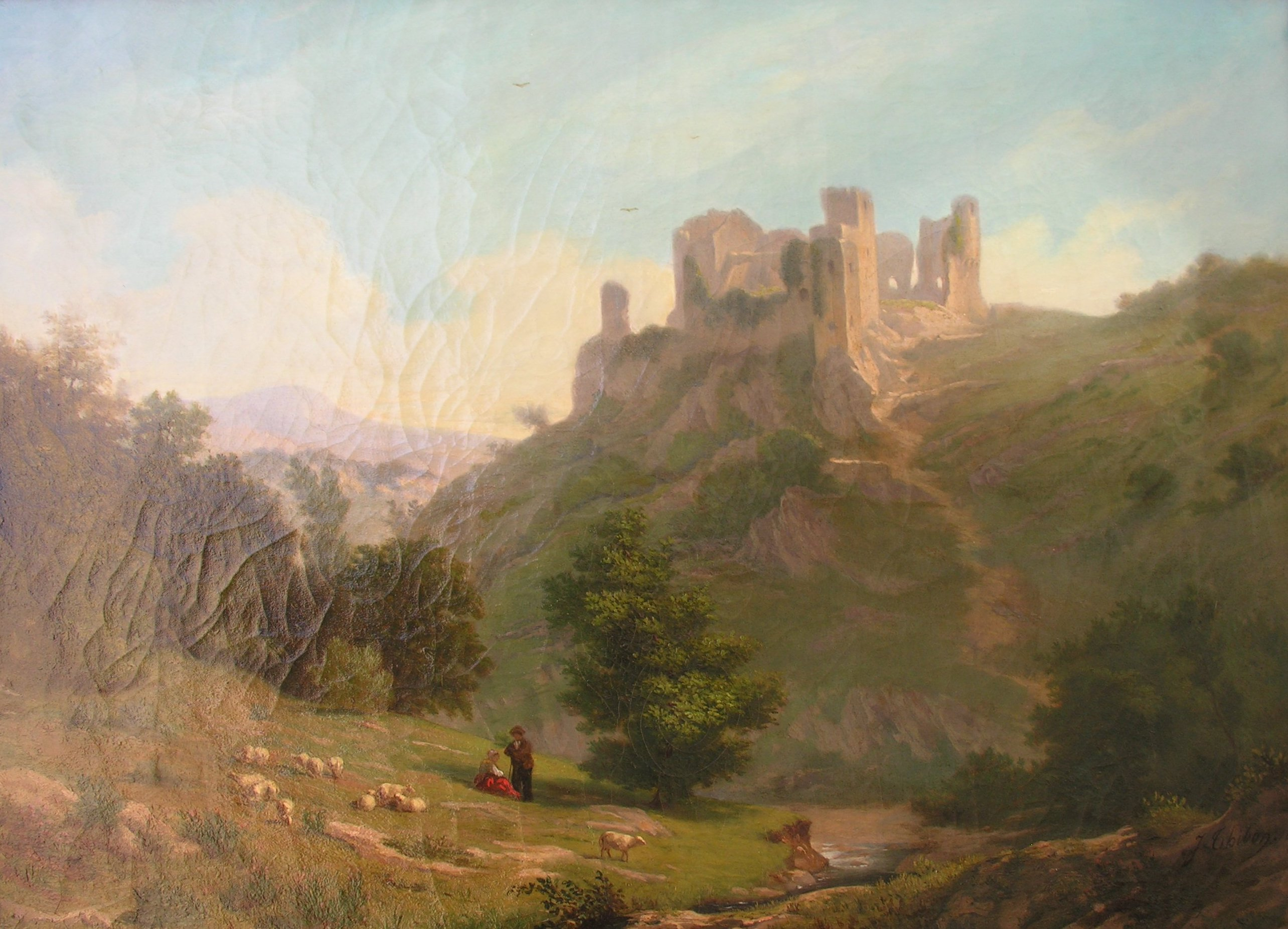
Les ruines du château de Ventadour, tableau de Jules Thibon.
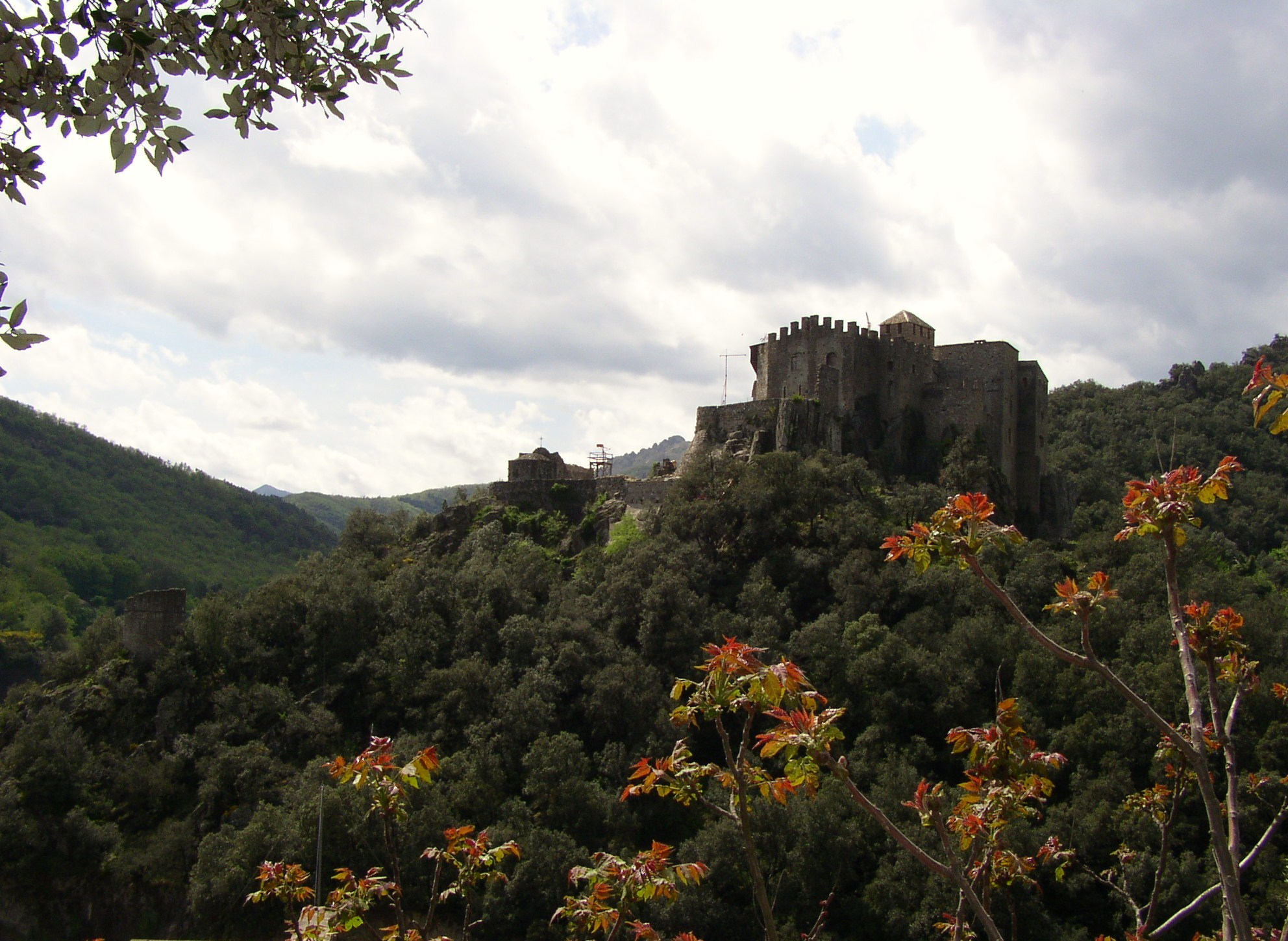
Château de Ventadour sur son éperon rocheux.
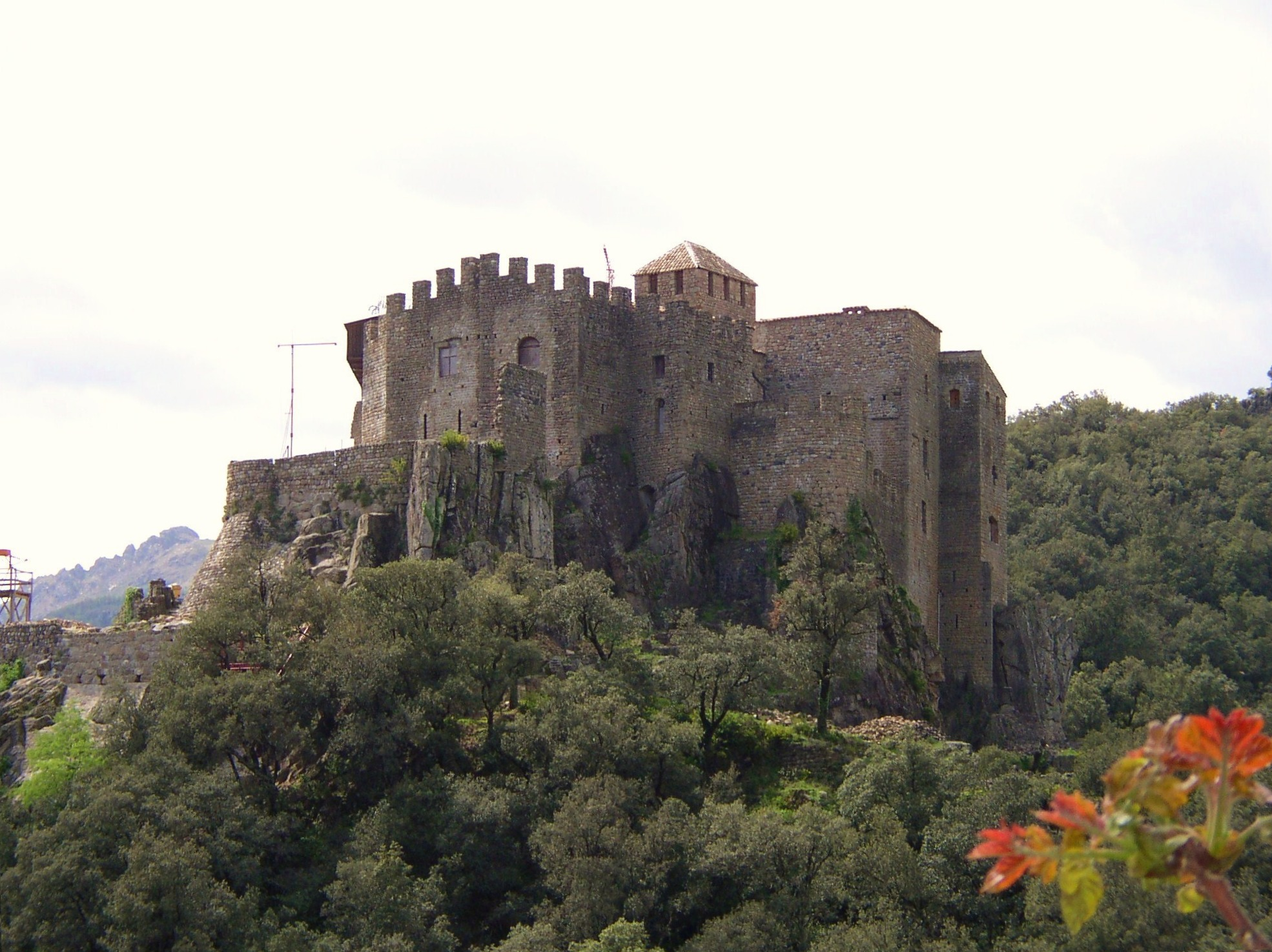
Le château de Ventadour.
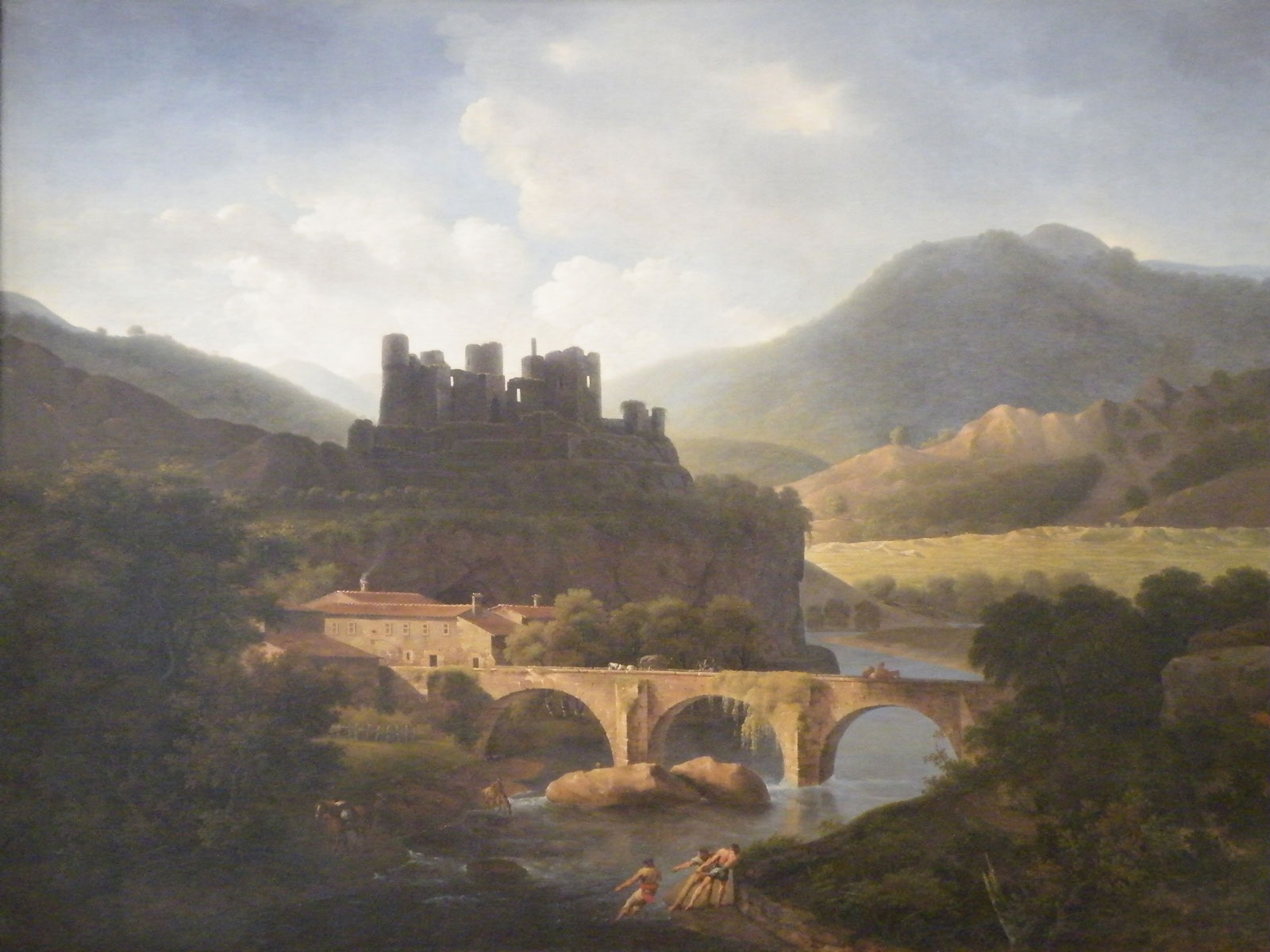
Le château en 1818, vu par A. Joly de la Vaubignon.
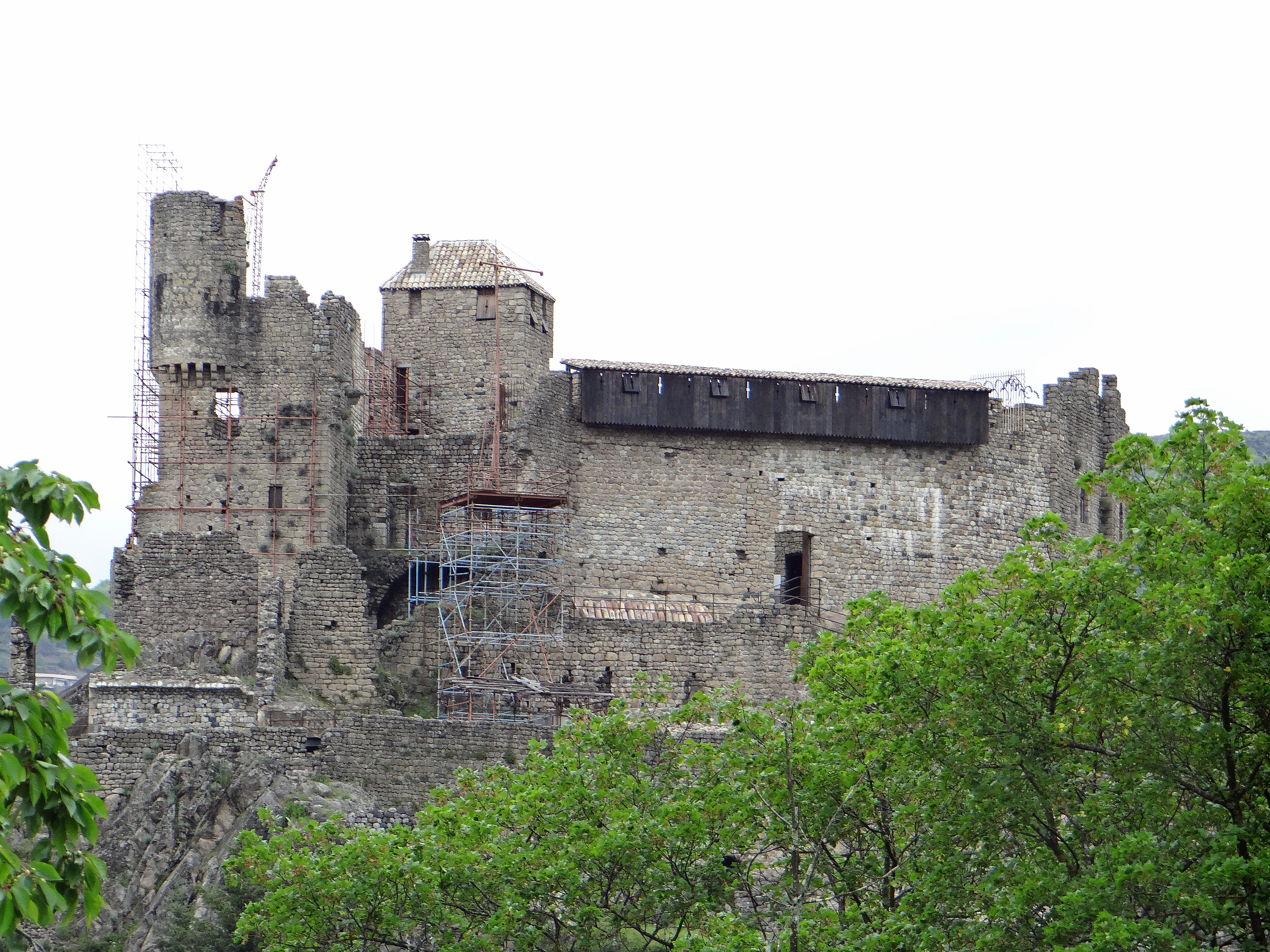
Le château vu de Pont-de-Labeaume.